# Frederik Van den Stock
Frederik Van den Stock, né le 30 juin 1986 à Lierre (province d'Anvers), est un dessinateur de presse, illustrateur et auteur de bande dessinée belge néerlandophone également connu sous le pseudonyme de Fred.

## Biographie
Frederik Van den Stock naît le 30 juin 1986 à Lierre.
Il étudie la bande dessinée et l’illustration à l'Institut Saint-Luc de Bruxelles,. Il obtient un master en 2009.
Depuis l'obtention de son diplôme, il réalise des bandes dessinées courtes, et il travaille comme illustrateur indépendant. Il dessine chaque semaine pour le magazine d'information flamand Knack.
Il est stagiaire à l'agence de publicité LG&F (aujourd'hui Famous) et chez le dessinateur Quirit. Son livre Ik Zien A Geire — une histoire illustrée sur la ville d'Anvers —, est publié par Mekanik Strip en 2010. L'année suivante, son histoire De Preminiemen [« Les Préminimes » ] remporte le prix Plastieken Plunk du meilleur court récit en néerlandais et il est sélectionné pour le projet  de roman graphique Bruss. Brussels in shorts qui réunit dix auteurs internationaux (Oogachtend, 2013). En 2012, il est récipiendaire du prix Benelux de la bande dessinée pour son court récit Consumenten (Consommateurs) décerné par NRC Handelsblad,. Il contribue à ce collectif aux côtés de Paula Bulling, Conz, Elric Dufau, Karrie Fransman, William Goldsmith, Eva Hilhorst, Tomáš Kučerovský, Maman Salissou Oumarou, Wauter Mannaert, Antonio Segura Donat, Carlos Segura Donat et Stedho. Leurs travaux font l'objet d'une exposition collective avec l'aide Commission de la Communauté flamande tenue au Centre belge de la bande dessinée la même année.
Il travaille comme dessinateur de presse pour De Standaard et livre des illustrations au The New York Times parallèlement à d'autres missions indépendantes.
En résidence artistique à la Cité de la BD à Angoulême, il s’attèle à son premier album de bande dessinée intitulé Buck, qui met en scène un homme préhistorique, parle de l’art, du capitalisme et de la masturbation. Mais l’essentiel du livre parle du combat perdu d’un homme contre la solitude. Buck - De eerste man op aarde est publié en néerlandais par Oogachtend en 2019, traduit par Laurent Bayer et publié sous le titre Buck - Le premier homme sur Terre aux éditions marseillaises Même Pas Mal l'année suivante. Ce roman graphique lui vaut d'être récipiendaire du prix littéraire Alexandre de Belgique en 2020.
En 2022, il devient le coloriste de Simon Spruyt pour la série Les Mémoires du Dragon Dragon scénarisée par Nicolas Juncker et publiée aux éditions Le Lombard.
La même année se déroule l'exposition qui lui est consacrée à la Galerie Comic Art Factory à Bruxelles,.
Il vit à Anvers et il aime les oiseaux et la plupart des petits animaux qui rampent et volent autour de son jardin. Il a en projet de faire une encyclopédie illustrée de ces minuscules et charmantes petites créatures.

## Œuvres

### Albums de bande dessinée
- Buck - Le premier homme sur Terre, Même Pas Mal, Marseille, 25 septembre 2020
Scénario et dessin : Frederik Van den Stock - Couleurs : quadrichromie -  (ISBN 978-2-918645-57-3),Traduction : Laurent Bayer.

Les Mémoires du Dragon Dragon
- 1 Valmy, c'est fini[9],[13], Le Lombard, Bruxelles, 3 juin 2022
Scénario : Nicolas Juncker - Dessin : Simon Spruyt - Couleurs : Frederik Van den Stock -  (ISBN 978-2-8082-0492-7)

### Expositions personnelles
- Frederik Van den Stock, Galerie Comic Art Factory, Bruxelles, du 30 août au 30 septembre 2022[11].

### Expositions collectives
- Brussels in shorts, Centre belge de la bande dessinée, Bruxelles, du 6 février au 24 mars 2013[6] ;
- L'Art de la BD, exposition permanente du Centre belge de la bande dessinée présente des planches de Frederik Van den Stock[14].

## Prix et récompenses
- 2011 :  prix Plastieken Plunk (nl)[1] ;
- 2012 :  prix Benelux de la bande dessinée pour son court récit Consumenten décerné par NRC Handelsblad[1],[4] ;
- 2020 :  prix littéraire Prince Alexandre de Belgique pour Buck[8],[1].

#### Livres
: document utilisé comme source pour la rédaction de cet article.
- Philippe Mellot, Michel Denni, Laurent Turpin et Isabelle Morzadec, Trésors de la bande dessinée : BDM 2023-2024 - Catalogue encyclopédique et Argus, Paris, Les Arènes, novembre 2022, 23e éd., 1677 p., ill. ; 23 cm (ISBN 9791037507280, OCLC 1351462460, présentation en ligne), p. 217. .

#### Articles
- (nl) Frederik Van den Stock (interviewé par Lora De Baeremaeker), « In gesprek met Frederik Van den Stock », Vonk en Zonen,‎ 2023 (lire en ligne, consulté le 20 août 2023).

### Vidéographie
- [vidéo] « Flirt #09 14.05.2021 Frederik Van den Stock × Monsieur Iou (français) », sur YouTube, 14 mai 2021.